# 超贱日志
《超贱日志》也叫《MY GOD MY DOG》，是中国的漫画，漫画讲述主人公超超捡到一条狗带回去当宠物并取名叫贱贱，却宠物贱贱是老大，主人超超只是仆人。作者谢超。

## 人物
超超
贱贱
超超的妈妈
超超的爸爸
超超的哥哥
西麻
小熙